# Huile de teck
L'huile de teck est une appellation commerciale de produits d'entretien pour le bois. On peut trouver ce produit sous d'autres noms selon les marques et distributeurs comme huile pour teck, huile pour bois exotiques, huile dure, huile scandinave.
Elle peut être incolore ou pigmentée selon les effets souhaités.

## Composition
Le teck ne produisant pas d'huile, les produits de protection du bois sont généralement composés d'un mélange d'huiles végétales raffinées, huile d'abrasin ou huile de tung (tirée de Aleurites cordata ou de Vernicia fordii), huile de lin, et d'huiles minérales, ainsi que de résines synthétiques et de pigments, en milieu white spirit.